# Inmigración escocesa en los Estados Unidos
Los estadounidenses escoceses son los estadounidenses cuya ascendencia se origina total o parcialmente en Escocia. Los emigrantes escoceses hacia Estados Unidos están estrechamente relacionados con los estadounidenses de origen escocés o irlandés, descendientes de los escoceses del Úlster, y las comunidades enfatizan y celebran una herencia común. La mayoría de los estadounidenses escoceses-irlandeses procedían originalmente de las tierras bajas de Escocia y el norte de Inglaterra antes de emigrar a la provincia de Úlster en Irlanda y de allí, comenzando unas cinco generaciones después, a América del Norte en grandes cantidades durante el siglo XVIII.

## Historia
La emigración a gran escala de Escocia a América comenzó en la década de 1700, y se aceleró después de los levantamientos jacobitas de 1745, la ruptura resultante de las estructuras del clan y las Autorizaciones de las Tierras Altas. Los escoceses desplazados fueron en busca de una vida mejor y se establecieron en las trece colonias, inicialmente alrededor de Carolina del Sur y Virginia, y luego más en generaciones sucesivas.